# ذي أوفسبرنج
ذي أوفسبرنج (بالإنجليزية: The Offspring)‏ هي فرقة روك أمريكية من جاردن جروف كاليفورنيا، تم تشكيلها عام 1984.  تتكون التشكيلة الحالية للفرقة، التي تم تشكيلها في الأصل تحت اسم Manic Subsidal، من المغني الرئيسي وعازف الجيتار بريان "ديكستر" هولاند، وعازف الجيتار تود مورس وعازف الجيتار كيفن «نودلز» واسرمان وعازف الدرامز بيت بارادا على مدار 41 عامًا من العمل أصدروا تسعة ألبومات استوديو وتغييرات في التشكيلة، أبرزها مع عازفي الطبول. كان عازف الطبول الأطول خدمة هو رون ويلتي، الذي حل محل عازف الطبول الأصلي جيمس ليلجا في عام 1987، وبقي مع الفرقة لمدة 16 عامًا ؛ تم استبداله بـ Atom Willard في عام 2003، ثم بعد أربع سنوات بارادا Parada. جريجوري "جريج ك." كان Kriesel، أحد مؤسسي أوفسبرنج، عازف الجيتار الخاص بهم حتى عام 2018 عندما افترق عنهم بسبب النزاعات التجارية مع الفرقة، تاركًا هولندا كعضو أصلي وحيد متبقي. تم استبدال Kriesel بـ Todd Morse من H2O، الذي كان عازف الجيتار المتجول في أوفسبرنج منذ عام 2009. 
غالبًا ما يُنسب الفضل إلى ذي أوفسبرنج - جنبًا إلى جنب مع فرق البانك في كاليفورنيا Green Day و Rancid و Bad Religion و NOFX و Pennywise و Jawbreaker - لإحياء الاهتمام السائد بموسيقى البانك روك في التسعينيات.    لقد باعوا أكثر من 40 مليون أسطوانة في جميع أنحاء العالم،   مما يجعلها واحدة من فرق موسيقى الروك البانك الأكثر مبيعًا في التاريخ. 
حققت الفرقة أول نجاح تجاري لها مع ألبومها الثالث Smash 1994، والذي باع أكثر من 11 مليون نسخة في جميع أنحاء العالم،  مسجلاً رقماً قياسياً لمعظم الألبومات المباعة على شركة تسجيل مستقلة، وكان أول ألبوم صدر في مرثية للحصول على وضع الذهب والبلاتين.  بعد تبديل تسميات التسجيلات من Epitaph إلى Columbia في عام 1996، واصلت أوفسبرنج نجاحها التجاري مع ألبومات الاستوديو الستة التالية:
1. Ixnay on the Hombre 1997
2. Americana 1998
3. Conspiracy of One 2000
4. Splinter 2003 Rise Fall
5. Rage and Grace 2008
6. Days Go By 2012

حصل الأربعة الأوائل على شهادة البلاتين ومتعدد البلاتين والبلاتين والذهب من قبل RIAA على التوالي.
تعمل الفرقة على إنتاج ألبومها العاشر، ومن المقرر إطلاقه في 2020 أو 2021.  

## التاريخ

### السنوات الأولى (1984-1987)

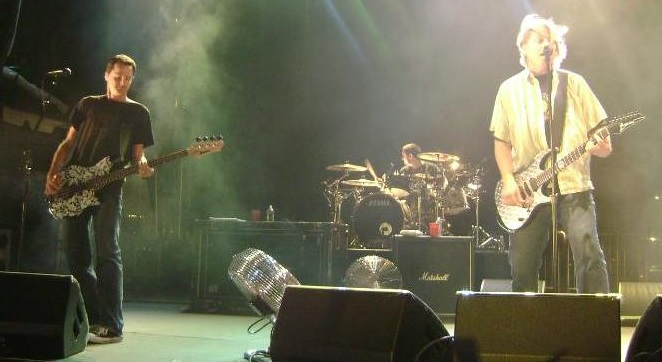
باسيست جريج ك. ، عازف الدرامز بيت بارادا ، وداكستر هولاند في 2008

بدأت أسس النسل مع عازف الجيتار / المغني براين "ديكستر" هولاند (الذي كان عازف طبول في ذلك الوقت) وعازف الجيتار جريج كريسل وهما يعزفان الموسيقى معًا في مرآب في سيبريس ، كاليفورنيا عام 1983.  بعد سماع ألبوم TSOL Change Today؟ في حفلة، وبعد أعمال شغب في عرض Social Distortion في عام 1984 ، قرروا تشكيل فرقة تسمى Manic Subsidal.   غير هولاند دوره من الطبول إلى الجيتار، واختتمت الفرقة بالمغني دوج طومسون وعازف الطبول جيم بينتون. انضم ماركوس باريش لفترة وجيزة كعازف جيتار ثان، ومع ذلك، لم يتم تسجيل أي تسجيلات في هذه المرحلة.   بعد أن تم إجبار طومسون على الخروج، استحوذت هولندا على الغناء، وتم استبدال بنتون بعازف الطبال جيمس ليلجا . في عام 1985 ، انضم حارس المدرسة كيفن «نودلز» واسرمان (المعروف أيضًا باسم Clowns of Death) كعازف جيتار ثان، بزعم أنه كان كبيرًا بما يكفي لشراء الكحول للأعضاء الآخرين، الذين كانوا تحت السن القانوني للشرب. 

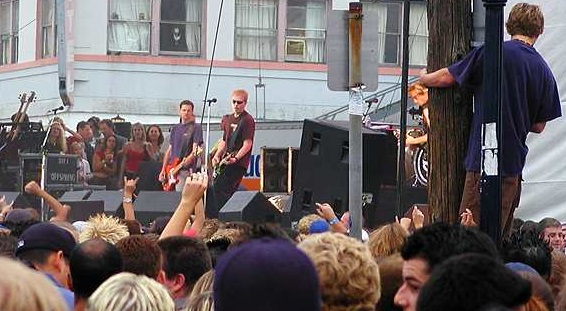
أداء النسل في عام 2001

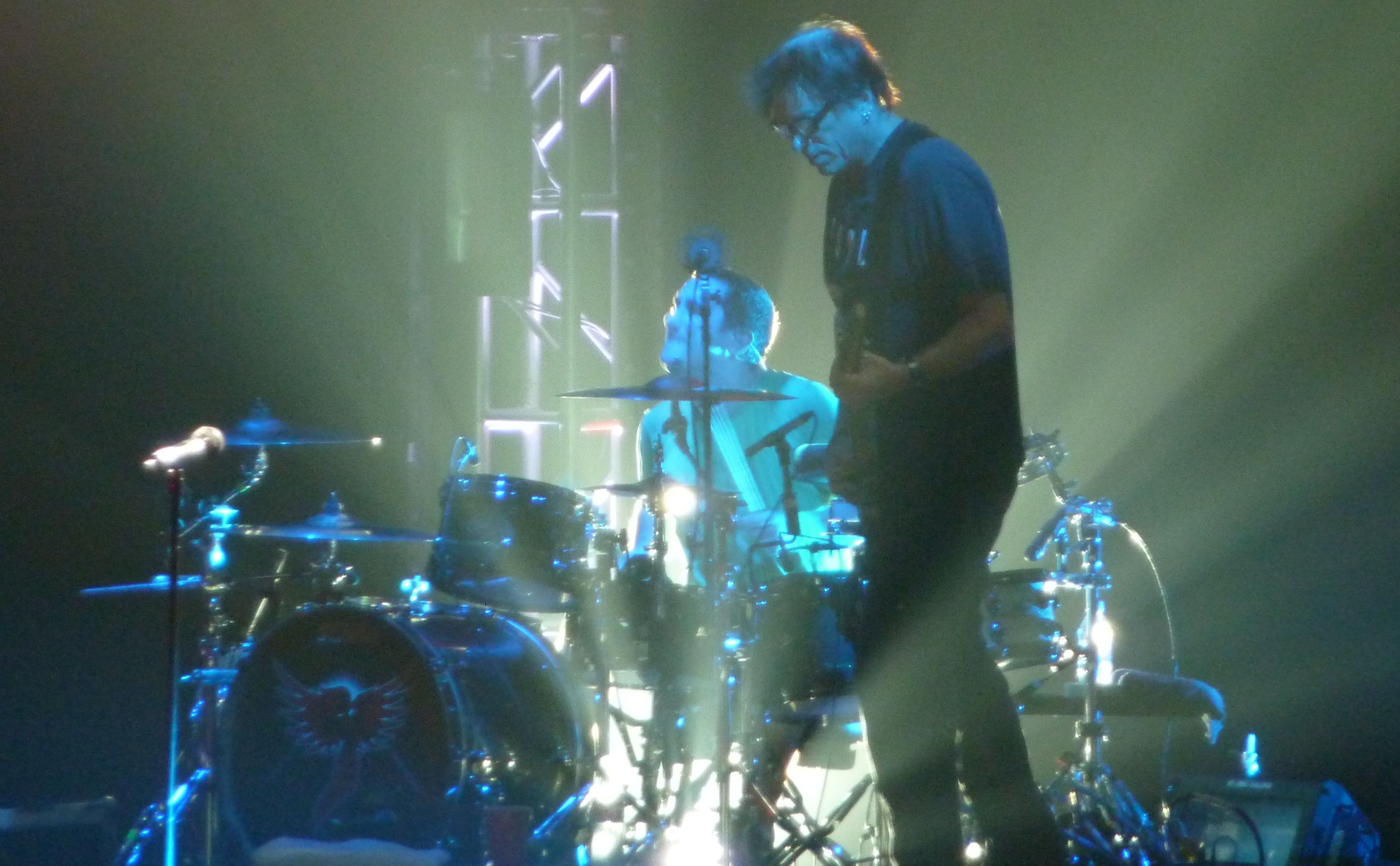
بيت بارادا ونودلز في عام 2009

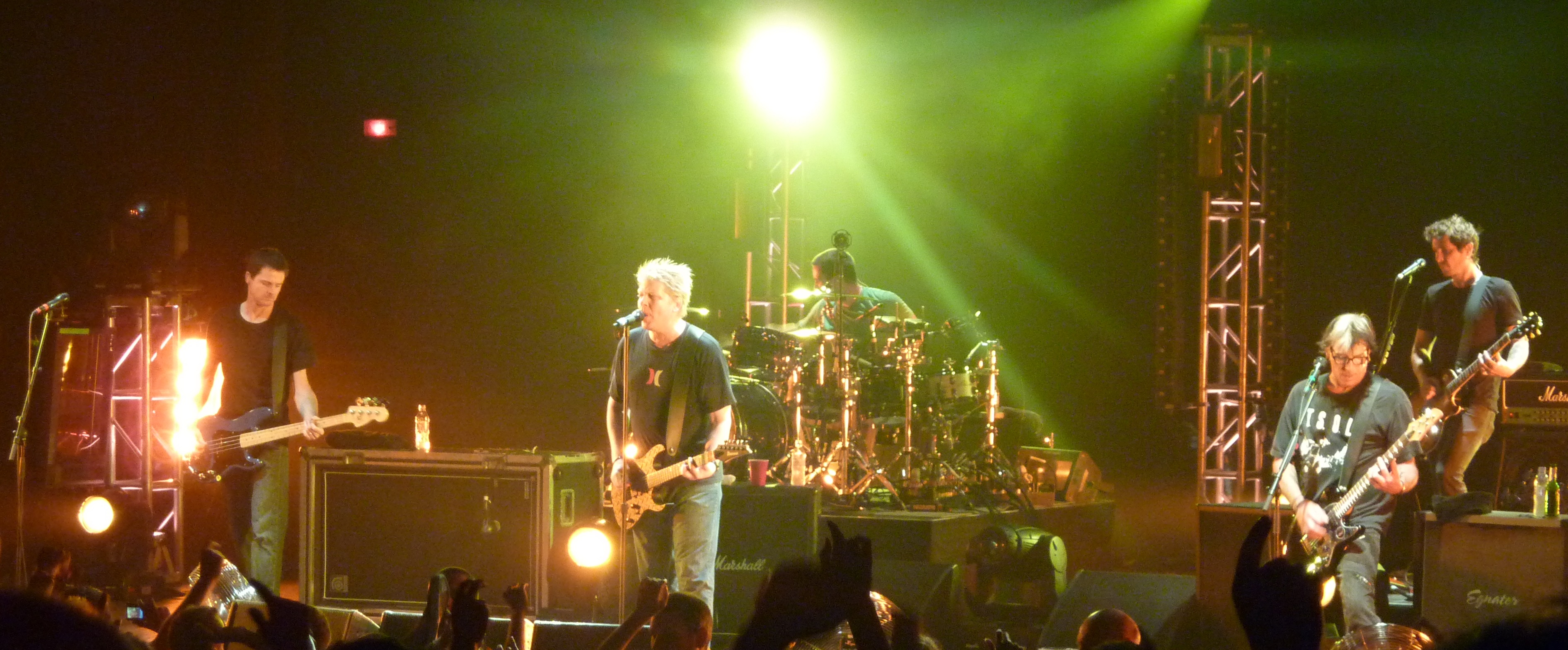
أداء النسل في عام 2009

## أعضاء الفرقة
الأعضاء الحاليين
- دكستر هولاند - غناء من الرصاص، والإيقاع، والغيتار الرئيسي، [23] البيانو، ولوحات المفاتيح، وأجهزة المزج (1984 حتى الآن)
- المعكرونة - غيتار من الرصاص والإيقاع، غناء مساند (1985 إلى الوقت الحاضر)
- بيت بارادا - طبول، قرع (2007 حتى الآن)
- تود مورس - دعم غناء، جيتار باس (2019 إلى الوقت الحاضر) ؛ دعم غناء، الغيتار الإيقاعي (2009-2019 ؛ جولة)

## وصلات خارجية
- الموقع الرسمي
- ذي أوفسبرنج على مشروع الدليل المفتوح
- The Abspring's 'Smash': The Little Punk LP الذي هزم الميجور (مقال رولينج ستون )